# 김진월
김진월(金振月)은 일제강점기의 승려이다.

## 생애
생몰연대는 알 수 없다. 1935년 전라북도 완주군의 대본산 위봉사 주지로 선출되어 조선총독부의 인가를 받았다.
주지 임기는 3년이었는데, 임기 중인 1937년 7월 일본의 중국 침략으로 중일 전쟁이 발발했다. 전쟁이 일어난 직후인 7월 25일과 8월 1일 두 차례에 걸쳐 위봉사에서 국위선양 무운장구 기원 법요라는 시국 행사가 거행되었다. 8월 7일에는 본산 직원들을 위한 시국 강연을 열었다.
전쟁 지원을 위한 모금도 실시하여 9월 1일까지 국방헌금과 일본군 위문금으로 6원 50전을 모아 헌납했다. 위문금 모금은 계속되어 11월 3일 북중국 황군 위문금으로 10원을, 1938년 3월 18일 출정 군인 및 유가족 위문금 177원 45전을 조선불교중앙교무원을 통해 헌납했다.
1938년 5월 《불교》에 수록된 〈중일전쟁에 의한 각종 헌납금품조〉에서 그해 4월 1일까지 각 본산이 모금한 금액을 집계한 바에 따르면, 위봉사 본·말사는 총 233원 95전을 헌납한 것으로 되어 있다. 임기를 마치고 1938년 가을 위봉사 주지직에서 물러난 후 행적은 알 수 없다.
민족문제연구소가 2008년 공개한 친일인명사전 수록예정자 명단 종교 부문에 선정되었다.

## 같이 보기
- 위봉사

## 참고 자료
- 임혜봉 (2005년 3월 1일). 〈김진월 : 시국 강연을 실시한 열성적 친일 본산 주지〉. 《친일 승려 108인》. 서울: 청년사. 266~267쪽쪽. ISBN 9788972783848.